# Cymatura itzingeri
Cymatura itzingeri är en skalbaggsart som beskrevs av Stefan von Breuning 1935. Cymatura itzingeri ingår i släktet Cymatura och familjen långhorningar.
Artens utbredningsområde är Malawi. Inga underarter finns listade i Catalogue of Life.